# Diretoria Principal de Inteligência (Ucrânia)
Diretoria Principal de Inteligência do Ministério da Defesa da Ucrânia (ucraniano: Головне Управління Розвідки Міністерства Oборони України - ГУР МО, translit.: Holovne Upravlinnya Rozvidky Ministerstva Oborony Ukrayiny - HUR MO ou GUR MO) é a agência de inteligência militar do Ministério da Defesa da Ucrânia, que desempenha funções de inteligência nas áreas militar, militar-política, militar-técnica, militar-econômica, informação e esferas ambientais. Lema: "Sapiens dominabitur astris" ("Os sábios governarão as estrelas").
O HUR ainda possuí unidades spetsnaz sobre seu comando.